# Pervis Estupiñán
Pervis Josué Estupiñán Tenorio (Esmeraldas, 21 gennaio 1998) è un calciatore ecuadoriano, difensore del Milan e della nazionale ecuadoriana.

## Biografia
Figlio di Pervis Estupiñán Quiñónez e Dora Tenorio Guagua e penultimo di cinque fratelli. Sempre vicino al calcio poiché suo padre è stato un giocatore di basso livello, divenuto poi sociologo laureato all’Università Luis Vargas Torres andando a ricoprire il ruolo di rettore della Facoltà di Agraria, e suo zio materno Jorge Guagua calciatore professionista e nazionale ecuadoriano; anche i suoi fratelli Rafel e Cesar sono dei calciatori professionisti.

## Caratteristiche tecniche
Terzino sinistro in possesso di una grande forza fisica, tecnicamente dotato, a cui abbina una buona velocità e una discreta tecnica. Ha un gran tiro dalla distanza. Durante il corso dei novanta minuti spinge moltissimo sulla fascia andando a mettere al centro dell’area molteplici cross ed andando al tiro con una certa frequenza.
Tatticamente è un terzino fluidificante sudamericano che fa della fase offensiva il suo punto di forza, ma anche a livello difensivo è notevolmente migliorato. Per queste sue caratteristiche può essere anche impiegato a centrocampo, ma la sua progressione viene meglio sfruttata quando parte da dietro.
In fase difensiva è molto abile sui contrasti aerei, grazie alla sua prestanza atletica. In Patria viene soprannominato “il proiettile dell’Ecuador”.

## Carriera

### Club

#### Gli inizi, LDU Quito
Inizia a dare i primi calci al pallone nell'El Nacional fino all'età degli 11 anni quando suo zio Jorge Guagua lo porta al LDU Quito dove militava lui in quegli anni. Pervis si fa velocemente strada tra le varie selezioni giovanili del club della capitale, appena arrivato viene promosso nell’Under 12, poi nell’Under 14, a 13 anni gioca con l’Under 16 da lì nell’Under 18 ed infine le prime convocazioni con la prima squadra al compimento del diciassettesimo anno d’età. Esordisce il 1º febbraio 2015 in occasione della vittoria interna, per 1-0, contro l'El Nacional. Conclude la sua prima stagione da professionista con un bottino di 34 presenze.

#### Udinese, Watford e prestiti
Il 1º luglio 2016 passa a titolo definitivo agli italiani dell'Udinese, che tre giorni più tardi lo girano in prestito al club spagnolo del Granada. Il giovane difensore viene inserito nella squadra B con la quale esordisce il 28 agosto 2016 in occasione della trasferta vinta, per 0-3, contro l'El Ejido. Il 30 ottobre successivo arriva la sua prima rete da professionista in occasione della trasferta persa, per 2-1, contro il Real Jaén. Dopo una serie di buone prestazioni con la maglia della seconda squadra il 5 aprile 2017 fa il suo esordio con la prima squadra in occasione della trasferta pareggiata, per 0-0, contro il Deportivo La Coruña. Conclude la stagione con un bottino di 21 presenze e 2 reti con la maglia della seconda squadra mentre con la prima scende in campo in due occasioni.
Il 1º luglio del 2017 l'Udinese gira il cartellino del giocatore al club inglese del Watford sempre di proprietà di Giampaolo Pozzo. Il 17 luglio successivo viene ceduto, a titolo temporaneo, all'Almería. L'esordio arriva il 20 agosto 2017 in occasione della trasferta vinta, per 0-1, contro il Gimnàstic. Chiude la stagione con 27 presenze facendo ritorno al club inglese.
Il 30 giugno 2018 passa, a titolo temporaneo, al Maiorca. L'esordio arriva il 29 settembre successivo in occasione della trasferta pareggiata, per 1-1, contro il Lugo.
A fine stagione (culminata con la promozione dei maiorchini) viene ceduto nuovamente in prestito, questa volta all'Osasuna, anch'esso neopromosso in Liga.

#### Villarreal
Dopo una stagione in cui ha trovato molto spazio all'Osasuna, il 16 settembre 2020 lascia il Watford a titolo definitivo trasferendosi al Villarreal. Al Villarreal trova spazio e vince anche l'Europa League sconfiggendo il Manchester United in finale. Questo gli permette di prendere parte assieme alla sua squadra nella Supercoppa UEFA contro il Chelsea vincitore della Champions League in cui entra in campo al 60º minuto e dopo un 1-1 ai supplementari, segna il suo rigore, ma ciò non basta per evitare la sconfitta. Conclude la sua esperienza spagnola con 74 presenze complessive.

#### Brighton
Nell'agosto 2022 viene acquistato per circa 15 milioni di sterline dal Brighton, con cui si è subito imposto come titolare, chiamato a sostituire Marc Cucurella sulla fascia sinistra. Nella sua prima stagione in Premier League è stato uno dei giocatori più utilizzati, contribuendo al miglior piazzamento della storia del club: il sesto posto e la qualificazione in UEFA Europa League.
Nel 2023-2024 ha vissuto una stagione più discontinua, complice qualche infortunio e l’impegno nelle coppe europee. Nonostante ciò, ha segnato due gol in campionato e confermato il suo valore nei momenti chiave. Nella stagione seguente, 2024-2025, è tornato stabilmente titolare, offrendo prestazioni solide e costanti, anche se meno appariscenti in fase offensiva.
In tre stagioni con i Seagulls ha collezionato 104 presenze ufficiali, con 5 gol e numerosi assist. Difensore moderno e affidabile, Estupiñán é stato per anni un punto fermo della difesa del Brighton.

#### Milan
Il 24 luglio 2025 viene acquistato a titolo definitivo dal Milan, con cui sottoscrive un accordo fino al 30 giugno 2030, scegliendo la maglia numero 2. Il 17 agosto fa il suo esordio in rossonero, giocando titolare la sfida del secondo turno di Coppa Italia, vinto per 2-0 contro il Bari.

### Nazionale
Ha giocato nelle nazionali giovanili ecuadoriane Under-17 ed Under-20.
Il 13 ottobre 2019 debutta in nazionale maggiore in occasione dell'amichevole persa 6-1 contro l'Argentina.

## Statistiche

### Presenze e reti nei club
Statistiche aggiornate al 17 agosto 2025.
| Stagione          | Squadra           | Campionato        | Campionato | Campionato | Coppe nazionali | Coppe nazionali | Coppe nazionali | Coppe continentali | Coppe continentali | Coppe continentali | Altre coppe | Altre coppe | Altre coppe | Totale | Totale |
| Stagione          | Squadra           | Comp              | Pres       | Reti       | Comp            | Pres            | Reti            | Comp               | Pres               | Reti               | Comp        | Pres        | Reti        | Pres   | Reti   |
| ----------------- | ----------------- | ----------------- | ---------- | ---------- | --------------- | --------------- | --------------- | ------------------ | ------------------ | ------------------ | ----------- | ----------- | ----------- | ------ | ------ |
| 2015              | LDU Quito         | A                 | 32         | 0          | -               | -               | -               | CS                 | 2                  | 0                  | -           | -           | -           | 34     | 0      |
| 2016              | LDU Quito         | A                 | 8          | 0          | -               | -               | -               | CL                 | 3                  | 0                  | -           | -           | -           | 11     | 0      |
| Totale LDU Quito  | Totale LDU Quito  | Totale LDU Quito  | 40         | 0          |                 | -               | -               |                    | 5                  | 0                  |             | -           | -           | 45     | 0      |
| 2016-2017         | Granada B         | SDB               | 21         | 2          | -               | -               | -               | -                  | -                  | -                  | -           | -           | -           | 21     | 2      |
| 2016-2017         | Granada           | PD                | 2          | 0          | CR              | 0               | 0               | -                  | -                  | -                  | -           | -           | -           | 2      | 0      |
| 2017-2018         | Almería           | SD                | 26         | 0          | CR              | 1               | 0               | -                  | -                  | -                  | -           | -           | -           | 27     | 0      |
| 2018-2019         | Maiorca           | SD                | 19+4       | 3          | CR              | 2               | 0               | -                  | -                  | -                  | -           | -           | -           | 25     | 3      |
| 2019-2020         | Osasuna           | PD                | 36         | 1          | CR              | 3               | 0               | -                  | -                  | -                  | -           | -           | -           | 39     | 1      |
| 2020-2021         | Villarreal        | PD                | 25         | 0          | CR              | 4               | 0               | UEL                | 4                  | 0                  | -           | -           | -           | 33     | 0      |
| 2021-2022         | Villarreal        | PD                | 28         | 0          | CR              | 2               | 0               | UCL                | 10                 | 0                  | SU          | 1           | 0           | 41     | 0      |
| Totale Villarreal | Totale Villarreal | Totale Villarreal | 53         | 0          |                 | 6               | 0               |                    | 14                 | 0                  |             | 1           | 0           | 74     | 0      |
| 2022-2023         | Brighton          | PL                | 35         | 1          | FACup+CdL       | 4+2             | 0               | -                  | -                  | -                  | -           | -           | -           | 41     | 1      |
| 2023-2024         | Brighton          | PL                | 19         | 2          | FACup+CdL       | 3+1             | 1+0             | UEL                | 4                  | 0                  | -           | -           | -           | 27     | 3      |
| 2024-2025         | Brighton          | PL                | 30         | 1          | FACup+CdL       | 3+3             | 0               | -                  | -                  | -                  | -           | -           | -           | 36     | 1      |
| Totale Brighton   | Totale Brighton   | Totale Brighton   | 84         | 4          |                 | 16              | 1               |                    | 4                  | 0                  |             | -           | -           | 104    | 5      |
| 2025-2026         | Milan             | A                 | 0          | 0          | CI              | 1               | 0               | -                  | -                  | -                  | SI          | 0           | 0           | 1      | 0      |
| Totale carriera   | Totale carriera   | Totale carriera   | 285        | 10         |                 | 29              | 1               |                    | 23                 | 0                  |             | 1           | 0           | 338    | 11     |

### Cronologia presenze e reti in nazionale
| Cronologia completa delle presenze e delle reti in nazionale ― Ecuador | Cronologia completa delle presenze e delle reti in nazionale ― Ecuador | Cronologia completa delle presenze e delle reti in nazionale ― Ecuador | Cronologia completa delle presenze e delle reti in nazionale ― Ecuador | Cronologia completa delle presenze e delle reti in nazionale ― Ecuador | Cronologia completa delle presenze e delle reti in nazionale ― Ecuador | Cronologia completa delle presenze e delle reti in nazionale ― Ecuador | Cronologia completa delle presenze e delle reti in nazionale ― Ecuador |
| Data                                                                   | Città                                                                  | In casa                                                                | Risultato                                                              | Ospiti                                                                 | Competizione                                                           | Reti                                                                   | Note                                                                   |
| ---------------------------------------------------------------------- | ---------------------------------------------------------------------- | ---------------------------------------------------------------------- | ---------------------------------------------------------------------- | ---------------------------------------------------------------------- | ---------------------------------------------------------------------- | ---------------------------------------------------------------------- | ---------------------------------------------------------------------- |
| 13-10-2019                                                             | Elche                                                                  | Argentina                                                              | 6 – 1                                                                  | Ecuador                                                                | Amichevole                                                             | -                                                                      | 65’                                                                    |
| 9-10-2020                                                              | Buenos Aires                                                           | Argentina                                                              | 1 – 0                                                                  | Ecuador                                                                | Qual. Mondiali 2022                                                    | -                                                                      |                                                                        |
| 13-10-2020                                                             | Quito                                                                  | Ecuador                                                                | 4 – 2                                                                  | Uruguay                                                                | Qual. Mondiali 2022                                                    | -                                                                      | 74’                                                                    |
| 12-11-2020                                                             | La Paz                                                                 | Bolivia                                                                | 2 – 3                                                                  | Ecuador                                                                | Qual. Mondiali 2022                                                    | -                                                                      |                                                                        |
| 17-11-2020                                                             | Quito                                                                  | Ecuador                                                                | 6 – 1                                                                  | Colombia                                                               | Qual. Mondiali 2022                                                    | 1                                                                      |                                                                        |
| 5-6-2021                                                               | Porto Alegre                                                           | Brasile                                                                | 2 – 0                                                                  | Ecuador                                                                | Qual. Mondiali 2022                                                    | -                                                                      |                                                                        |
| 8-6-2021                                                               | Quito                                                                  | Ecuador                                                                | 1 – 2                                                                  | Perù                                                                   | Qual. Mondiali 2022                                                    | -                                                                      |                                                                        |
| 14-6-2021                                                              | Cuiabá                                                                 | Colombia                                                               | 1 – 0                                                                  | Ecuador                                                                | Coppa America 2021 - 1º turno                                          | -                                                                      |                                                                        |
| 20-6-2021                                                              | Rio de Janeiro                                                         | Venezuela                                                              | 2 – 2                                                                  | Ecuador                                                                | Coppa America 2021 - 1º turno                                          | -                                                                      |                                                                        |
| 23-6-2021                                                              | Goiânia                                                                | Perù                                                                   | 2 – 2                                                                  | Ecuador                                                                | Coppa America 2021 - 1º turno                                          | -                                                                      |                                                                        |
| 27-6-2021                                                              | Goiânia                                                                | Brasile                                                                | 1 – 1                                                                  | Ecuador                                                                | Coppa America 2021 - 1º turno                                          | -                                                                      | 83’                                                                    |
| 4-7-2021                                                               | Goiânia                                                                | Argentina                                                              | 3 – 0                                                                  | Ecuador                                                                | Coppa America 2021 - Quarti di finale                                  | -                                                                      | 44’                                                                    |
| 2-9-2021                                                               | Quito                                                                  | Ecuador                                                                | 2 – 0                                                                  | Paraguay                                                               | Qual. Mondiali 2022                                                    | -                                                                      | 35’                                                                    |
| 5-9-2021                                                               | Quito                                                                  | Ecuador                                                                | 0 – 0                                                                  | Cile                                                                   | Qual. Mondiali 2022                                                    | -                                                                      |                                                                        |
| 10-9-2021                                                              | Montevideo                                                             | Uruguay                                                                | 1 – 0                                                                  | Ecuador                                                                | Qual. Mondiali 2022                                                    | -                                                                      |                                                                        |
| 8-10-2021                                                              | Guayaquil                                                              | Ecuador                                                                | 3 – 0                                                                  | Bolivia                                                                | Qual. Mondiali 2022                                                    | -                                                                      |                                                                        |
| 10-10-2021                                                             | Caracas                                                                | Venezuela                                                              | 2 – 1                                                                  | Ecuador                                                                | Qual. Mondiali 2022                                                    | -                                                                      |                                                                        |
| 14-10-2021                                                             | Barranquilla                                                           | Colombia                                                               | 0 – 0                                                                  | Ecuador                                                                | Qual. Mondiali 2022                                                    | -                                                                      | 54’                                                                    |
| 17-11-2021                                                             | Las Condes                                                             | Cile                                                                   | 0 – 2                                                                  | Ecuador                                                                | Qual. Mondiali 2022                                                    | 1                                                                      |                                                                        |
| 27-1-2022                                                              | Quito                                                                  | Ecuador                                                                | 1 – 1                                                                  | Brasile                                                                | Qual. Mondiali 2022                                                    | -                                                                      |                                                                        |
| 2-2-2022                                                               | Lima                                                                   | Perù                                                                   | 1 – 1                                                                  | Ecuador                                                                | Qual. Mondiali 2022                                                    | -                                                                      |                                                                        |
| 25-3-2022                                                              | Ciudad del Este                                                        | Paraguay                                                               | 3 – 1                                                                  | Ecuador                                                                | Qual. Mondiali 2022                                                    | -                                                                      |                                                                        |
| 30-3-2022                                                              | Guayaquil                                                              | Ecuador                                                                | 1 – 1                                                                  | Argentina                                                              | Qual. Mondiali 2022                                                    | -                                                                      |                                                                        |
| 3-6-2022                                                               | New Jersey                                                             | Ecuador                                                                | 1 – 0                                                                  | Nigeria                                                                | Amichevole                                                             | 1                                                                      |                                                                        |
| 6-6-2022                                                               | Chicago                                                                | Messico                                                                | 0 – 0                                                                  | Ecuador                                                                | Amichevole                                                             | -                                                                      |                                                                        |
| 12-6-2022                                                              | Fort Lauderdale                                                        | Ecuador                                                                | 1 – 0                                                                  | Capo Verde                                                             | Amichevole                                                             | -                                                                      |                                                                        |
| 23-9-2022                                                              | Murcia                                                                 | Arabia Saudita                                                         | 0 – 0                                                                  | Ecuador                                                                | Amichevole                                                             | -                                                                      | 50’                                                                    |
| 27-9-2022                                                              | Düsseldorf                                                             | Ecuador                                                                | 0 – 0                                                                  | Giappone                                                               | Amichevole                                                             | -                                                                      |                                                                        |
| 20-11-2022                                                             | Al Khawr                                                               | Qatar                                                                  | 0 – 2                                                                  | Ecuador                                                                | Mondiali 2022 - 1º turno                                               | -                                                                      |                                                                        |
| 25-11-2022                                                             | Al Rayyan                                                              | Paesi Bassi                                                            | 1 – 1                                                                  | Ecuador                                                                | Mondiali 2022 - 1º turno                                               | -                                                                      |                                                                        |
| 29-11-2022                                                             | Al Rayyan                                                              | Ecuador                                                                | 1 – 2                                                                  | Senegal                                                                | Mondiali 2022 - 1º turno                                               | -                                                                      |                                                                        |
| 24-3-2023                                                              | Sydney                                                                 | Australia                                                              | 3 – 1                                                                  | Ecuador                                                                | Amichevole                                                             | -                                                                      |                                                                        |
| 28-3-2023                                                              | Melbourne                                                              | Australia                                                              | 1 – 2                                                                  | Ecuador                                                                | Amichevole                                                             | 1                                                                      | 85’                                                                    |
| 17-6-2023                                                              | Harrison                                                               | Ecuador                                                                | 1 – 0                                                                  | Bolivia                                                                | Amichevole                                                             | -                                                                      | 13’                                                                    |
| 20-6-2023                                                              | Chester                                                                | Ecuador                                                                | 3 – 1                                                                  | Costa Rica                                                             | Amichevole                                                             | -                                                                      |                                                                        |
| 7-9-2023                                                               | Buenos Aires                                                           | Argentina                                                              | 1 – 0                                                                  | Ecuador                                                                | Qual. Mondiali 2026                                                    | -                                                                      |                                                                        |
| 12-9-2023                                                              | Quito                                                                  | Ecuador                                                                | 2 – 1                                                                  | Uruguay                                                                | Qual. Mondiali 2026                                                    | -                                                                      |                                                                        |
| 24-3-2024                                                              | Harrison                                                               | Ecuador                                                                | 0 – 2                                                                  | Italia                                                                 | Amichevole                                                             | -                                                                      | cap.                                                                   |
| 6-9-2024                                                               | Curitiba                                                               | Brasile                                                                | 1 – 0                                                                  | Ecuador                                                                | Qual. Mondiali 2026                                                    | -                                                                      | 85’                                                                    |
| 10-9-2024                                                              | Quito                                                                  | Ecuador                                                                | 1 – 0                                                                  | Perù                                                                   | Qual. Mondiali 2026                                                    | -                                                                      | 87’                                                                    |
| 10-10-2024                                                             | Quito                                                                  | Ecuador                                                                | 0 – 0                                                                  | Paraguay                                                               | Qual. Mondiali 2026                                                    | -                                                                      | cap. 77’                                                               |
| 15-10-2024                                                             | Montevideo                                                             | Uruguay                                                                | 0 – 0                                                                  | Ecuador                                                                | Qual. Mondiali 2026                                                    | -                                                                      | 90+3’                                                                  |
| 14-11-2024                                                             | Guayaquil                                                              | Ecuador                                                                | 4 – 0                                                                  | Bolivia                                                                | Qual. Mondiali 2026                                                    | -                                                                      |                                                                        |
| 19-11-2024                                                             | Barranquilla                                                           | Colombia                                                               | 0 – 1                                                                  | Ecuador                                                                | Qual. Mondiali 2026                                                    | -                                                                      | 90+2’                                                                  |
| 21-3-2025                                                              | Quito                                                                  | Ecuador                                                                | 2 – 1                                                                  | Venezuela                                                              | Qual. Mondiali 2026                                                    | -                                                                      |                                                                        |
| 25-3-2025                                                              | Santiago del Cile                                                      | Cile                                                                   | 0 – 0                                                                  | Ecuador                                                                | Qual. Mondiali 2026                                                    | -                                                                      | 81’                                                                    |
| 5-6-2025                                                               | Guayaquil                                                              | Ecuador                                                                | 0 – 0                                                                  | Brasile                                                                | Qual. Mondiali 2026                                                    | -                                                                      |                                                                        |
| 10-6-2025                                                              | Lima                                                                   | Perù                                                                   | 0 – 0                                                                  | Ecuador                                                                | Qual. Mondiali 2026                                                    | -                                                                      | Cap. 81’                                                               |
| Totale                                                                 |                                                                        | Presenze                                                               | 48                                                                     |                                                                        | Reti                                                                   | 4                                                                      |                                                                        |

## Palmarès

### Club
- UEFA Europa League: 1

Villarreal: 2020-2021

### Individuale
- Squadre ideale della Copa América: 1

Brasile 2021